# 七転び八起き (RAG FAIRの曲)
「七転び八起き」（ななころびやおき）は、日本の6人組男性アカペラボーカルグループ、RAG FAIRの6枚目のシングル。

## 概要
2003年2枚目のシングル。
初回限定盤はプロモーション・ビデオを収録したDVDが付いている。

## 収録曲
1. 七転び八起き
  - 作詞・作曲：土屋礼央／編曲：幾見雅博、RAG FAIR
2. 七転び八起き 〜メンバー編〜
  - 作詞：RAG FAIR／作曲：土屋礼央／編曲：幾見雅博、RAG FAIR
3. 七転び八起き 〜んな訳ねーだろ編〜
  - 作詞・作曲：土屋礼央／編曲：幾見雅博、RAG FAIR
4. 七転び八起き 〜カラオケ〜